# SMS Großer Kurfürst (1875)
El SMS Grosser Kurfürst o SMS Großer Kurfürst fue una fragata blindada (panzerfregatte) botada en 1875 en los astilleros de la ciudad de Wilhelmshaven, tras sus gemelos  SMS Preußen, botado en 1873 en Stettin, y el SMS Friedrich der Große, botado en 1874 en Kiel. De vida efímera, se hundió en un accidente sin haber cumplido un mes desde su asignación a la Marina Imperal alemana.  

## Diseño
Fue botada como fragata blindada, pero posteriormente fue reclasificada como Panzerschiff (buque acorazado). Junto con sus gemelos, fueron los primeros buques dotados de torretas construidas en Alemania, como integrantes de la nueva Kaiserliche Marine, sin dependencia de los astilleros extranjeros.
Tenían una eslora de 96 metros para un desplazamiento de 6800 t, con un blindaje de hierro sobre planchas de teca. El blindaje de las torres era de 203 mm, el del cinturón acorazado de 228 mm a mitad del buque, que se reducía hasta los 102 mm en los extremos. Su aparejo vélico tenía una superficie de 1.834 m², y navegando a vapor, sus máquinas le permitían alcanzar una velocidad máxima de 14 nudos. Su armamento estaba formado por 6 cañones de 200 mm y cuatro de 170 mm. La tripulación se componía de 46 oficiales y 454 hombres entre suboficiales y marinería.

## El hundimiento

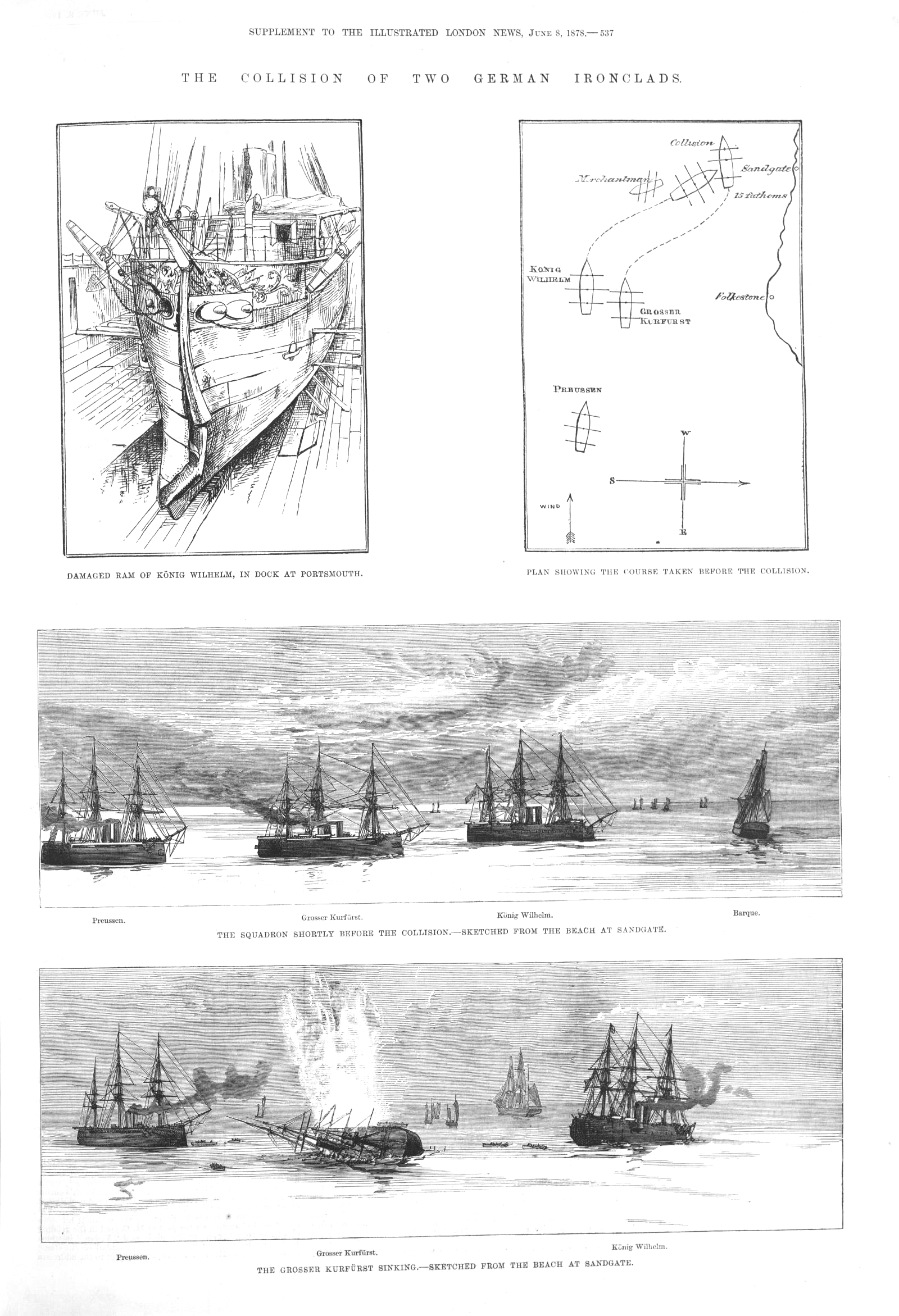
Dibujos de la colisión de dos fragatas blindadas alemanas en 1878.

Durante las maniobras navales de Folkestone en Kent el 31 de mayo de 1878, una escuadra de buques alemanes navegaba en dos columnas con destino a Plymouth, con el buque insignia, el SMS König Wilhelm y el SMS Preußen en una división, y el SMS Großer Kurfürst formando parte de otra. Mientras navegaban cerca de los acantilados, dos pequeñas embarcaciones cruzaron ante la proa de los buques alemanes, provocando que tanto el König Wilhelm como el Grosser Kurfürst realizaran maniobras evasivas de emergencia, con la mala fortuna que ambas giraron al interior de la formación, virando el König Wilhelm a babor y el Großer Kurfürst a estribor. Se supo más tarde que el joven oficial que dirigía en ese momento el König Wilhelm se había desorientado y había tomado el rumbo equivocada, a pesar de sus órdenes recibidas de virar a estribor.
El mayor König Wilhelm impactó en el lateral de su compañero, desgarrando el blindaje del Grosser Kurfürst. El daño era fatal, y el buque comenzó a hundirse rápidamente, mientras los demás buques de la escuadra intentaban rescatar a los supervivientes, apoyados por embarcaciones que partieron de Sandgate y Folkestone. A pesar del esfuerzo, 284 de sus tripulantes se ahogaron en las aguas del Canal de la Mancha. Arthur Sullivan, en su viaje a París, describió así el accidente:

"Lo vi todo – vi el desafortunado navío pasar lentamente y desaparecer bajo las aguas en un día claro, soleado, y con el agua en calma cual si fuera un lago. Fue horrible – después, vimos a los botes, moviéndose para rescatar a los supervivientes, algunos tan exhaustos que tenían que ser izados desde estos." Sullivan, en una carta a su madre datada el 2 de junio de 1878.

Muchos de los marineros alemanes fueron enterrados en el cementerio de Cheriton Road en Folkestone.